# Mera-Elzab Meritum
Mera-Elzab Meritum (Meritum) је кућни рачунар фирме Mera-Elzab који је почео да се производи у Пољској током 1983. године.
Користио је U880D централни процесор (источно-њемачки Z80 клон) микропроцесорску јединицу а RAM меморија рачунара је имала капацитет од 16 KB (Model 1). 
Као оперативни систем кориштен је Model 2: MER-DOS, CP/M 2.2.

## Детаљни подаци
Детаљнији подаци о рачунару Meritum су дати у табели испод.
|                       |                                              |
| [ 1 ]                 |                                              |
| Произвођач            |                                              |
| Тип                   | кућни рачунар                                |
| Меморија              | Model 1 : 16 KB                              |
| Поријекло             | Пољска                                       |
| Година                | 1983                                         |
| Тастатура             | тастатура, 57 тастера, тастери смјера        |
| Процесор              | централни процесор (источно-њемачки клон)    |
| Фреквенција процесора | 2,5                                          |
| RAM                   | Model 1 : 16 KB                              |
| ROM                   | 14 KB                                        |
| Текст                 | 32 знака x 16 линија                         |
| Графика               | Model 1: 64 / 32 x 16, 128 x 48              |
| Боја                  | Model 1: монохроматски                       |
| Звук                  | 1 канал                                      |
| Димензије             | 37,2 (ширина) x 23,8 (дубина) x 7,8 (висина) |
| Портови               |                                              |
| Оперативни систем     |                                              |